# 和谐1D型电力机车
和谐1D型电力机车（HXD1D），是中国铁路使用的交流电传动准高速干线客运电力机车。目前是中国铁路主力准高速客运电力机车之一。

## 发展历史

### 200km/h级电力机车（未被正式命名为HXD1D）

#### 研制
2012年，中国已经6年没有生产准高速电力机车，当时准高速电力机车因为有机车供电插座，部分开始牵引最高时速只有120km/h的25G型客车，从而导致准高速机车运用不足。而且中国在大功率交流准高速客运电力机车还是个空白，当时铁道部向南车株机和北车大连下书制造大功率交流准高速客运电力机车。南车株机因此制造了最高时速200km/h的大功率交流传动电力机车，计划命名为HXD1D。该HXD1D原型车採用类似HXD3D原型车漆制，並採用類似ES64U4型电力机车的头型，而车身并无任何记认。该原型车的持续功率为9600kW，大于量产HXD1D的7200kW。

#### 视察
2011年3月21日，由中國南車株洲電力機車製造的時速200km/h准高速型电力机车，接受了時任中共中央政治局常委、中央书记处书记、国家时任副主席習近平的视察。

#### 现状
由于時任中国铁路总公司董事长盛光祖已经将所有既有线最高运行时速下调至160km/h，該機車最終在沒有進行測試的情況下被棄用。但是，改良方案則大量生产成为中国铁路干线主力机车，牵引K、T、Z等等级的客运列车。

### 和谐1D型电力机车

#### 研制

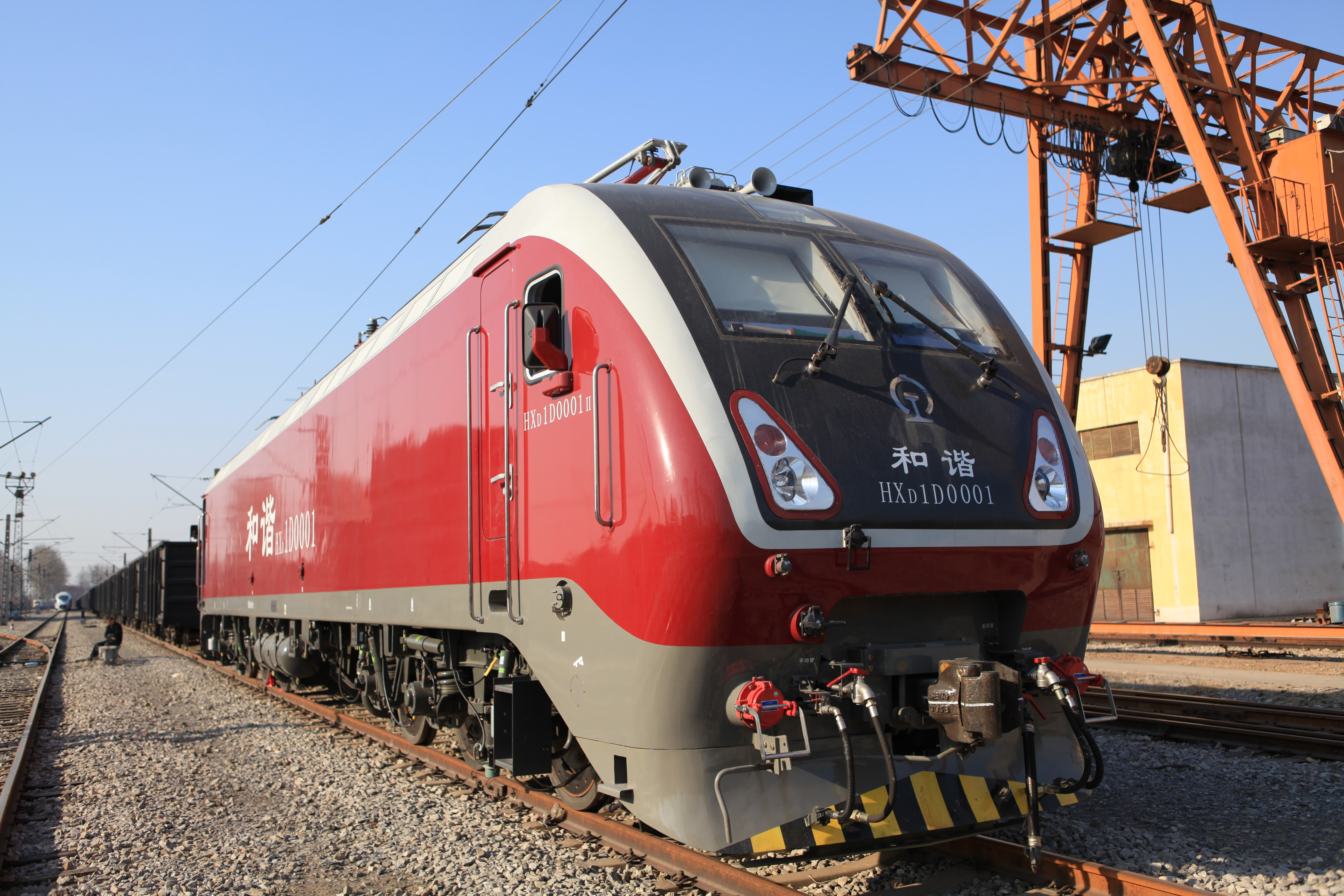
HXD1D型0001号机车在环铁试验

HXD1D型电力机车是干线客运用六轴交流电传动电力机车，由南车株洲电力机车为适应中国铁路运输市场的需要而研制的主型机车。中国南车株洲电力机车方面称，HXD1D型机车车身色彩为中国红，流线型头型设计，不仅美观流畅，而且能减少列车运行时空气阻力，从0-160km/h加速只需5分钟。司机室装载了4个摄像头，1个负责监测前方路况，2个负责记录司机操作过程便于故障查找，1个监测司机视网膜，提醒司机集中注意力。。

#### 运用

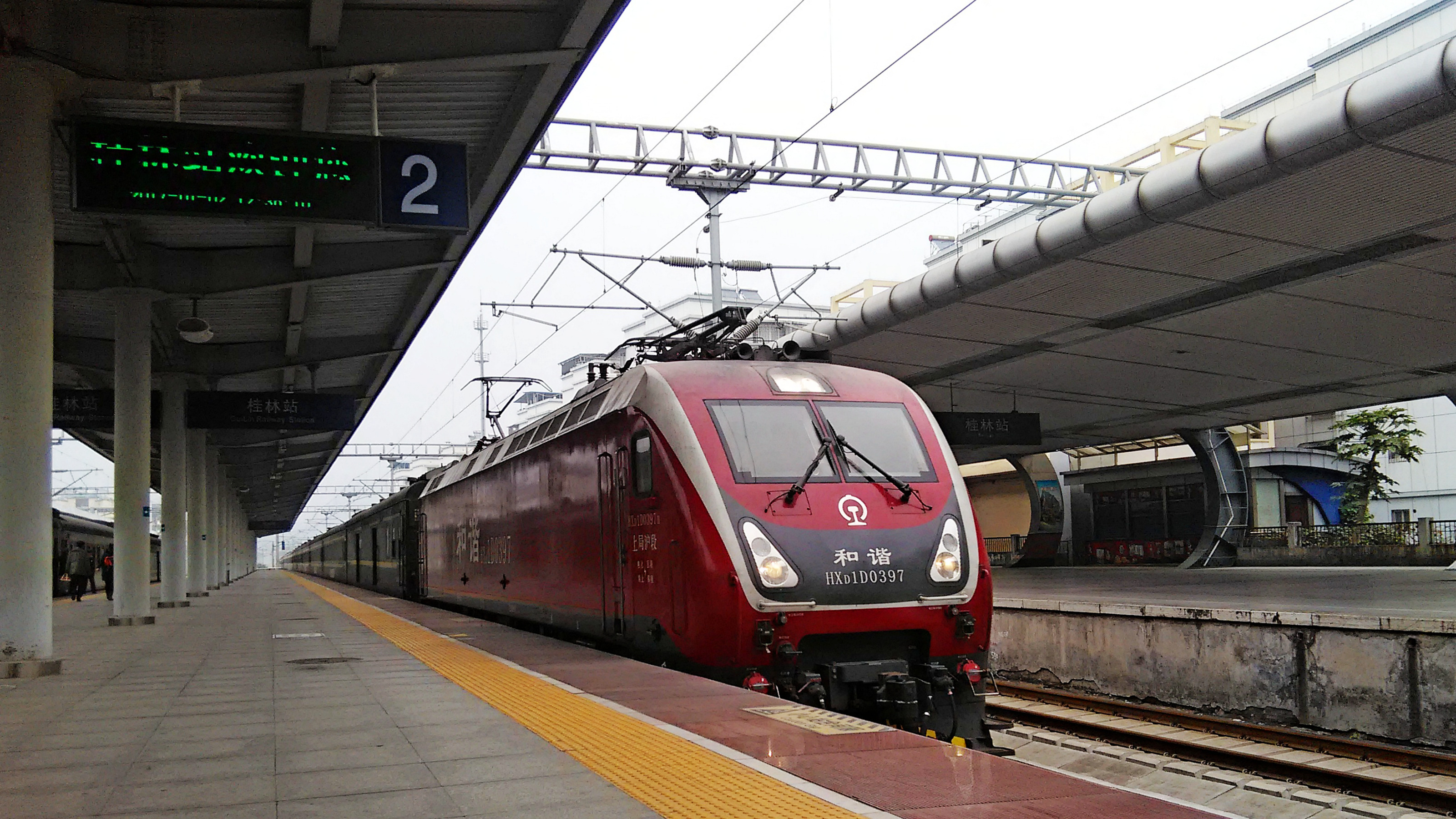
牵引T381次通过桂林站的HXD1D（量产型涂装）

从2012年9月份开始，HXD1D0001部署在武汉铁路局进行试验任务，最先用于牵引X103/4次，奔驰在北京和广州；2013年2月开始担当武局南段本务的武深特快T95/6次旅客列车，在南京广现身；2013年6月中旬，该车开始被运用于牵引武局担当的Z25次武昌—上海南的直达特快列车，现身于华东。自此，被火车迷爱称“大红枣”的HXD1D大功率交流传动高速客运电力机车圆满完成其30万公里运营考核。
2013年9月12日，HXD1D0003–0007号车编入上局沪段，分别负责X101/2、X117/8次，进行最终的考核试验，同期HXD1D0001回厂拆解分析，HXD1D0002临时编入武局南段继续牵引X103/4次。2014年起，吉衡-衡柳-柳南交路贯通，配属上海铁路局上海机务段的HXD1D开始担当上海至南宁的T25/26次列车，一机直达南宁。
2014年曾有HXD1D担当进京机车交路，但乘务交路并非北京局司机担当。2015年，上海至太原的Z197次列车改用HXD1D牵引后，北京局石家庄电力机务段的机车乘务员开始担当该列车的乘务交路，而郑州铁路局于2016年初将进京机车交路改为SS8和HXD1D混用，HXD1D由此得以再度进京。
2015年5月15日，全国铁路调整新运行图，Z99/Z100次沪九直通车在株洲至上海段使用和谐1D型电力机车实行一机直达目的地。截至2016年10月，已有614台此型号的机车投入使用。
2017年7月1日，Z99/Z100次列車滬九直通車在广州东至株洲及株洲至上海段使用和谐1D型电力机车。
而由于SS8机车已经开始老化并达到除籍标准，广州局集团目前已向中国国家铁路集团申请，改用配属广铁广段的HXD1D担当城际直通车在九广铁路的本务机车。另外，广州局集团广州机务段的HXD1D由2018年9月起，亦在海南西环高速铁路上开始使用，牵引由三亚始发的出岛列车在海南省的电气化铁路区段上行走。

## 技术特点

### 总体结构
HXD1D型电力机车是六轴大功率快速客运用电力机车，车体采用整体承载结构及模块化设计，车头采用流线型设计以减少机车运行时空气阻力。机车两端各设有一个司机室，司机可在任何一端司机室对机车进行控制。车内设备布置以两侧屏柜化、平面斜对称布置，并设中间贯通走廊；通道左右两侧设有主变流柜、冷却塔、列车供电柜、空气压缩机等设备。每台机车车顶设有两台TSG15B型单臂式受电弓。牵引变压器采用卧式悬挂结构，与总风缸一同吊装于车底中部。机车采用车体独立通风方式，从侧墙上部进风百叶窗吸入冷风，向发热部件冷却后从车底排出，并维持机械间呈微正压，改善机车防尘效果及防寒性能。机车轴式为Co-Co，持续功率为7200千瓦，轴重21吨。空气制动系统采用CCB II型微机控制电空制动系统。

### 电气系统
HXD1D型电力机车是交—直—交流电传动的单相工频交流电力机车，机车主电路结构与HXD1C型电力机车基本相同，由主变压器、牵引变流器、牵引电动机三大部分构成。接触网导线上的25千伏工频单相交流电电流，经受电弓、主断路器进入机车后再输入主变压器，交流电经过主变压器次边的6个牵引绕组降压后，为二组牵引变流器供电。单相交流电经过四象限脉冲整流器整流为直流电，然后向电压为1800伏特的中间直流回路供电，再由逆变器转换成频率和电压可变的三相交流电输出，每组逆变器向一台异步牵引电动机供电，实现机车的轴控驱动，使牵引电动机产生转矩，将电能转变为机械能，经过齿轮的传递驱动轮对。

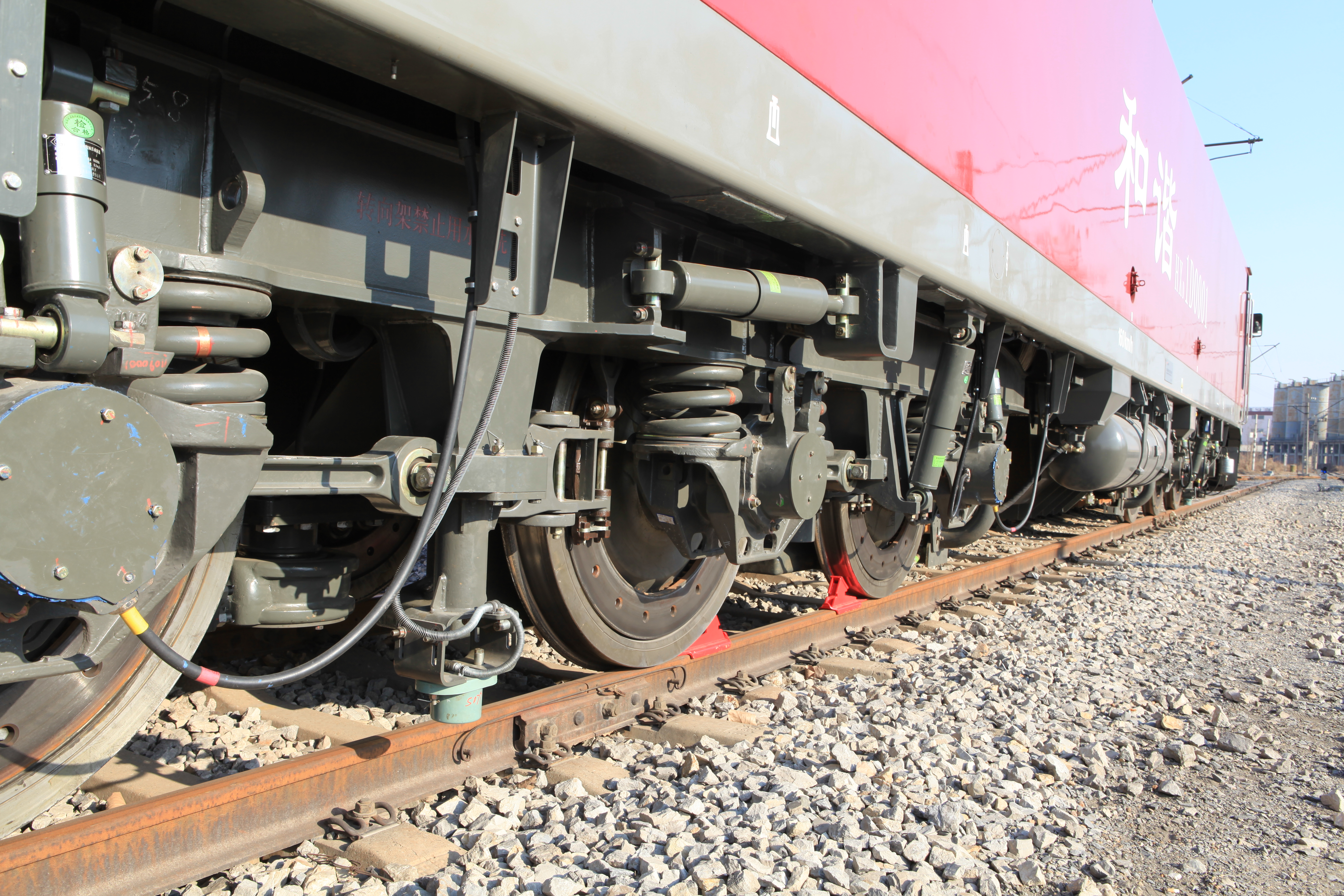
HXD1D型机车的转向架

每台机车装有两台牵引变流器，每台牵引变流器由三重四象限整流器、一个中间直流回路和三个PWM逆变器组成，每台牵引变流器向一个转向架上的三台牵引电动机供电，而每个牵引电动机由各自的逆变器供电；功率控制模块采用与HXD1C型机车相同的水冷IGBT变流模块（3300V/1200A），中间直流电压为1800伏特。牵引电动机采用鼠笼式三相异步牵引电动机，额定功率为1225千瓦，冷却方式为强迫通风，采用直接转矩控制（DTC）。机车并装载了两台列车供电柜，由主变压器的列车供电绕组供电，通过相控整流电路整流为600伏特直流电，可向列车提供空调、采暖、照明等电源，额定输出功率为2×400千瓦。

### 转向架
机车走行部为两台完全相同的ZED-160Co三轴转向架，是在出口乌兹别克斯坦的O'Z-Y型电力机车的转向架基础上改进设计而成，采用旁承弹簧承受车体载荷、“目”字形焊接钢结构的无摇枕不等轴距转向架。一系悬挂采用螺旋弹簧配垂向油压减振器、单侧轴箱拉杆；二系悬挂采用高挠螺旋圆弹簧及橡胶垫，配垂向、横向、抗蛇行油压减振器。驱动装置在中国铁路机车首次采用弹性架悬方式，取代了以往韶山8型、韶山9型、韶山7E型准高速电力机车所采用的刚性架悬方式。基础制动装置为轮盘制动；停放制动装置为单元制动器。

## 机车配属

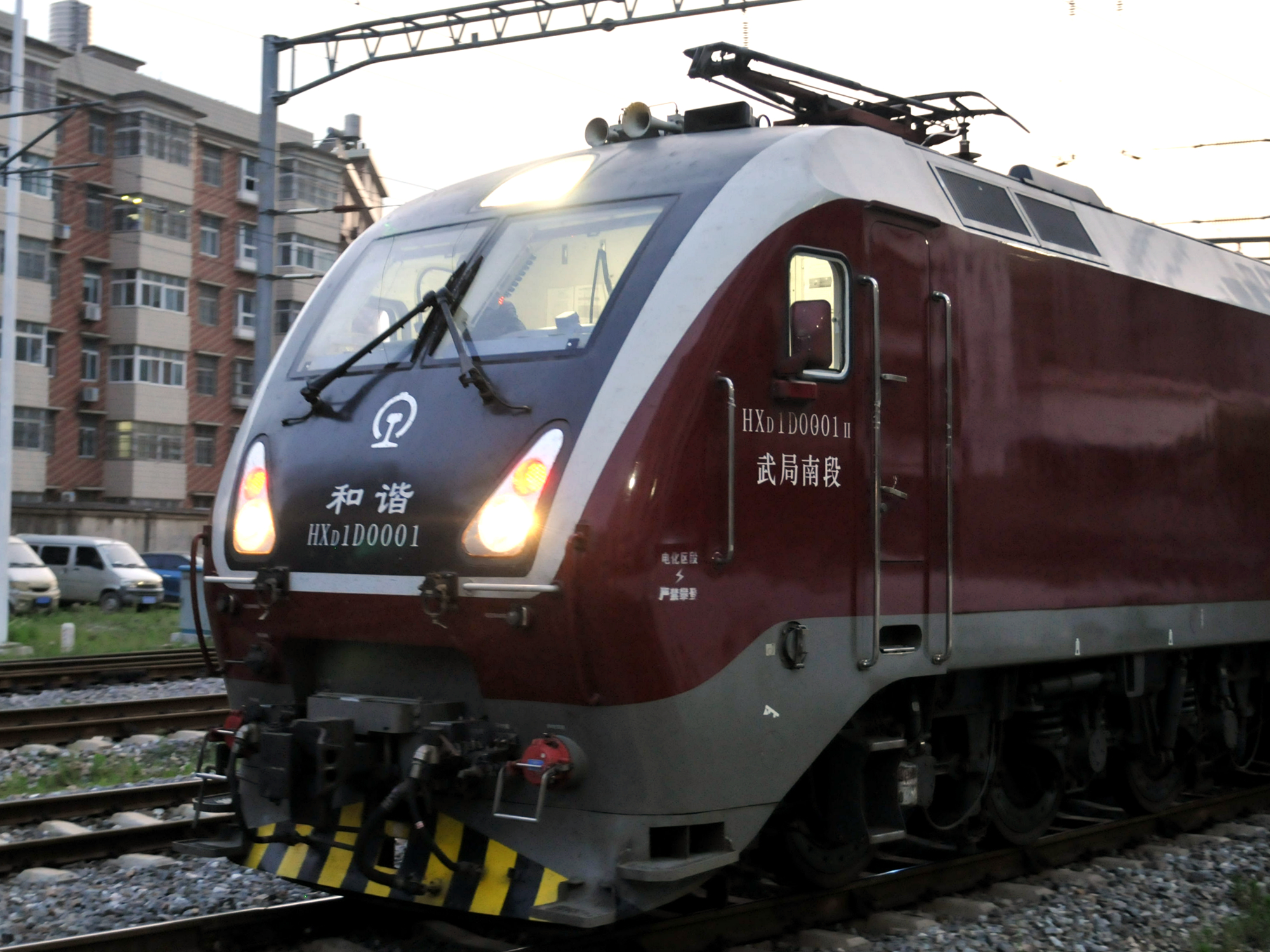
配属武局南段的HXD1D-0001号机车在武昌南机务段武南折返段内

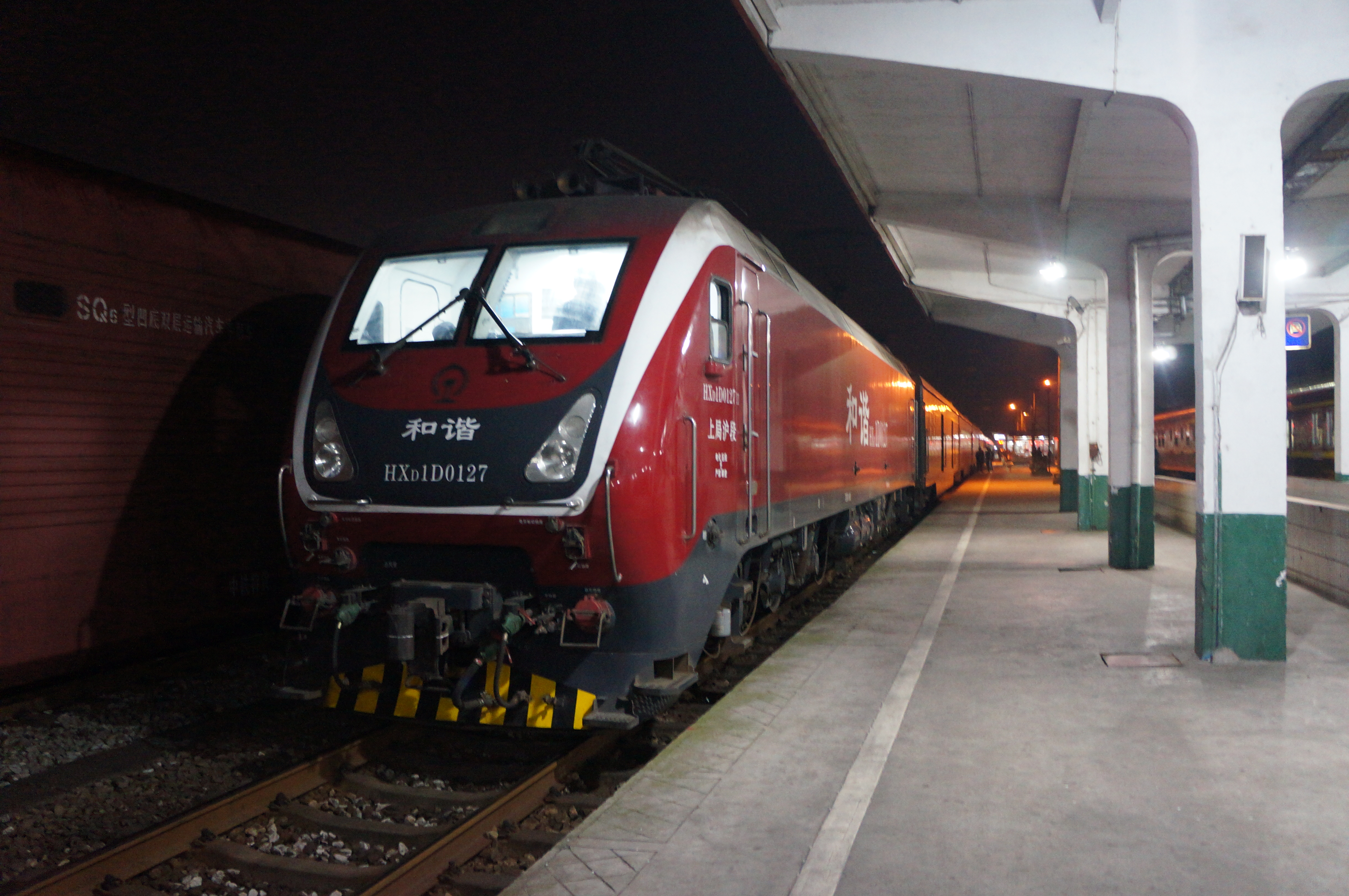
配属上局沪段的HXD1D-0127号机车牵引Z247次列车于鹰潭站

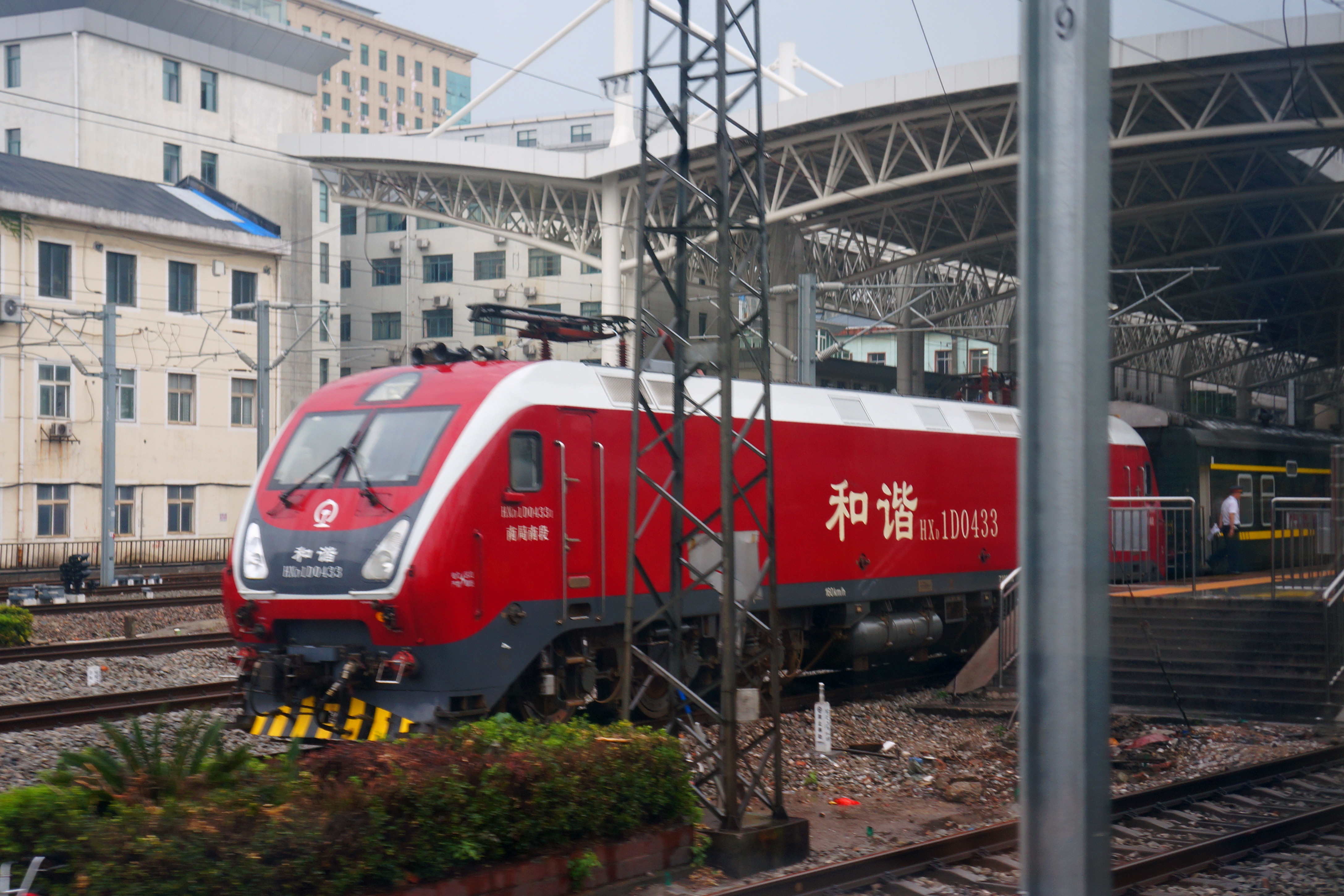
配属南局南段的HXD1D-0433号机车K105次列车在南昌站待发

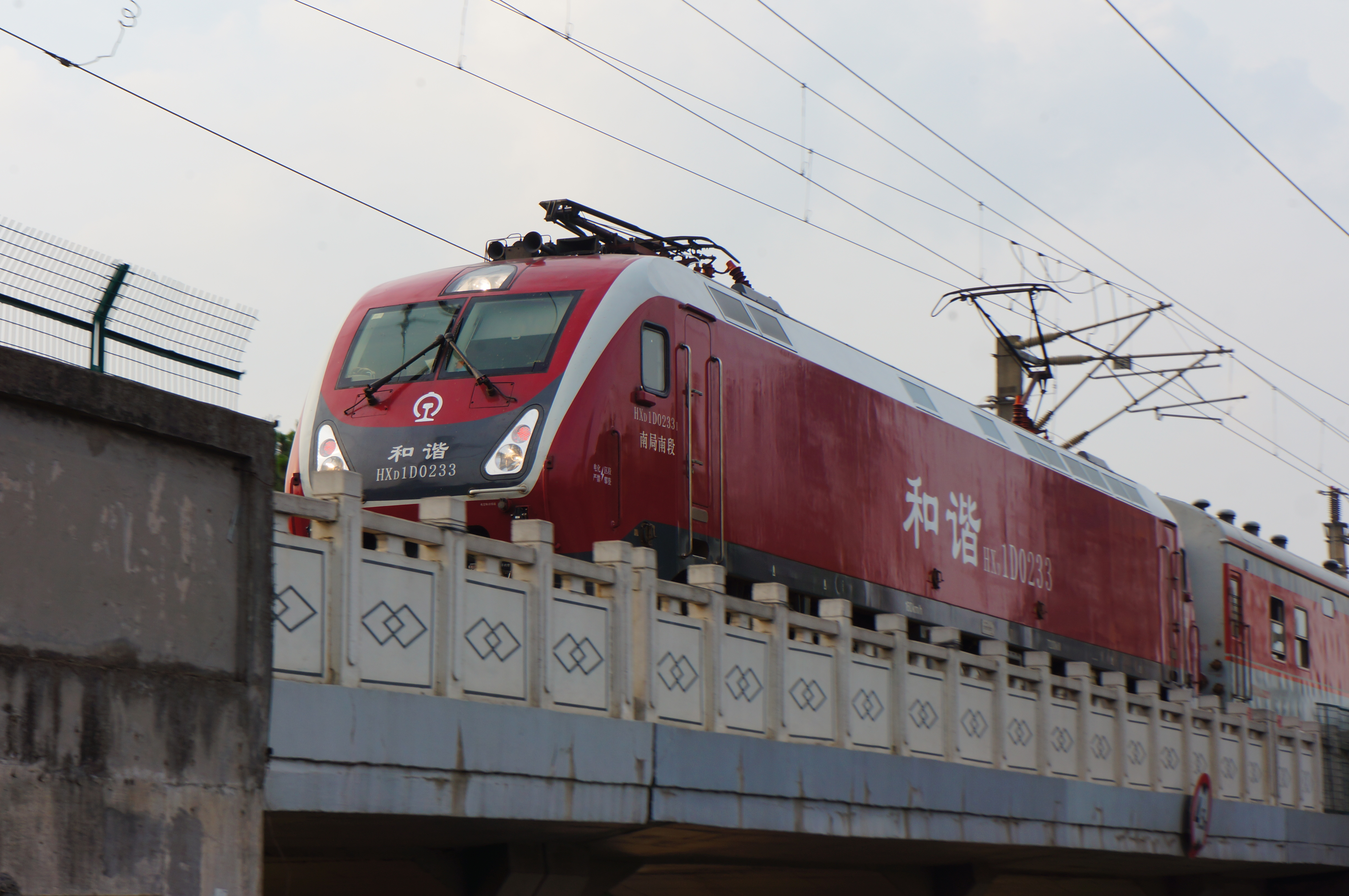
配属南局南段的HXD1D-0233号机车牵引K253次列车在沪昆铁路余杭区境内

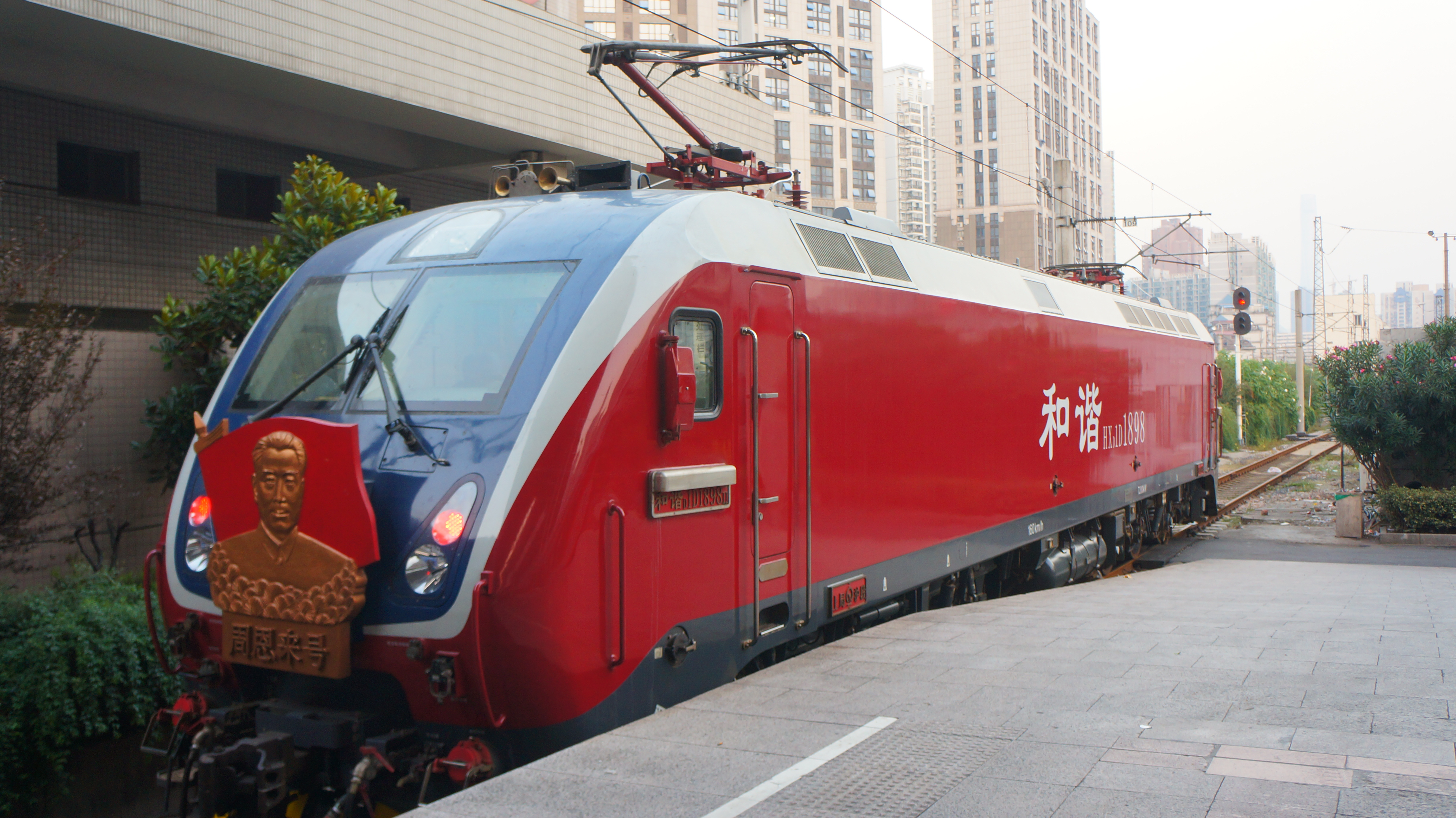
HXD1D型1898号机车（周恩来号）在上海站13站台从T7605次列车解挂回段

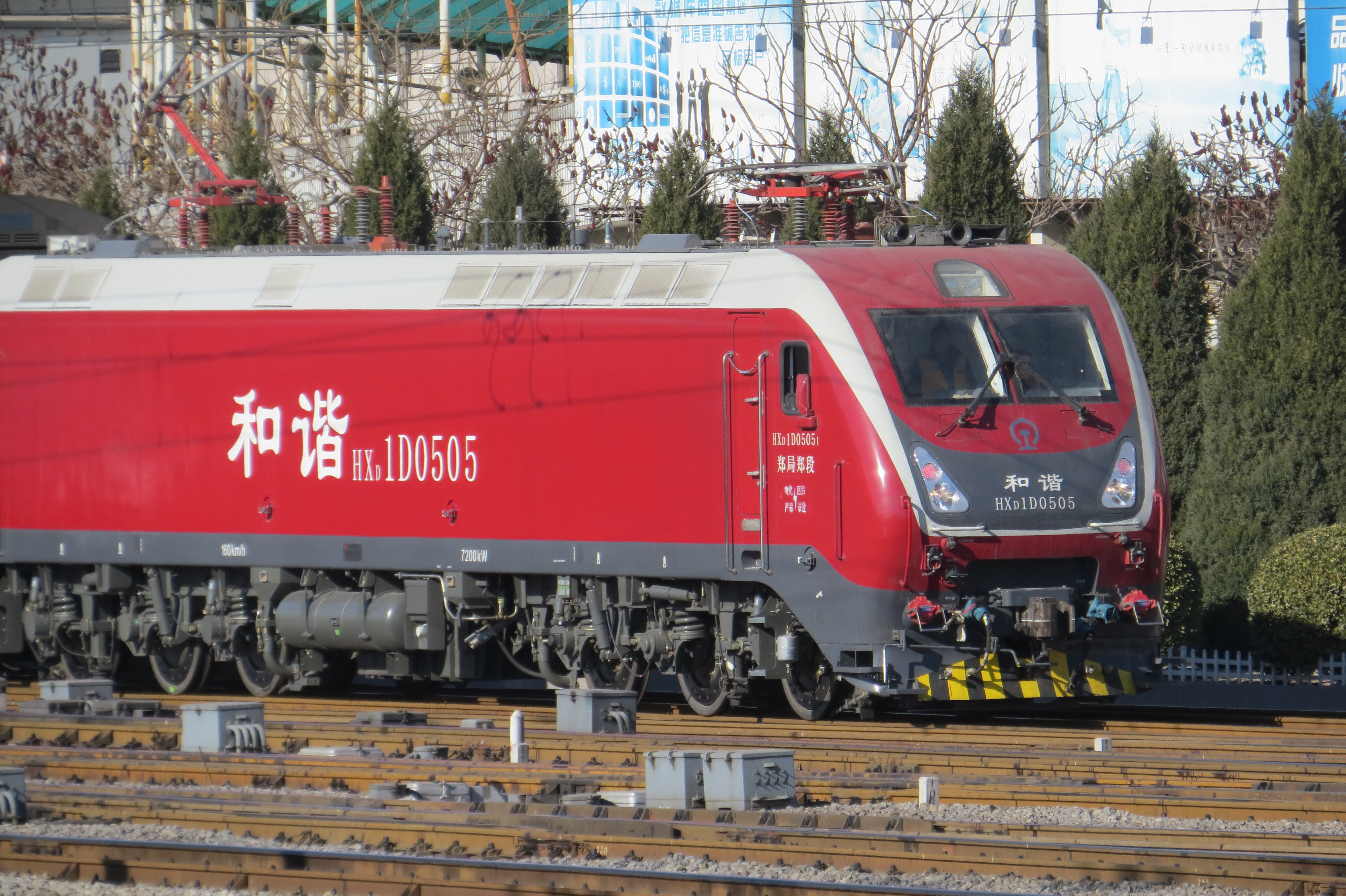
配属郑州局集团郑州机务段的HXD1D型0505号机车牵引至的T10次列车进入北京西站；HXD1D到位后，郑州局集团得以再次配属准高速电力机车

| 机车编号                           | 配属                                     | 当次配属台数 | 備註 |
| ---------------------------------- | ---------------------------------------- | ------------ | --- |
| HXD1D - 0001 ～ HXD1D - 0015       | 武局南段（武汉局集团武昌南机务段）       | 15台         | 0003-0007原屬上局滬段 |
| HXD1D - 0016 ～ HXD1D - 0035       | 南局南段（南昌局集团南昌机务段）         | 20台         | 0018、0025、0028現屬南局鷹段 0016、0019、0021、0027、0035现已转配上海铁路局杭州机务段                                        |
| HXD1D - 0036 ～ HXD1D - 0050       | 兰局兰段（兰州局集团兰州西机务段）       | 15台         | 不適用 |
| HXD1D - 0051 ～ HXD1D - 0075       | 乌局乌段（乌鲁木齐局集团乌鲁木齐机务段） | 25台         | 不適用 |
| HXD1D - 0076 ～ HXD1D - 0105       | 兰局兰段（兰州局集团兰州西机务段）       | 30台         | 不適用 |
| HXD1D - 0106 ～ HXD1D - 0137       | 上局沪段（上海局集团上海机务段）         | 32台         | 不適用 |
| HXD1D - 0138 ～ HXD1D - 0168       | 上局杭段（上海局集团杭州机务段）         | 31台         | 不適用 |
| HXD1D - 0169 ～ HXD1D - 0175       | 上局沪段（上海局集团上海机务段）         | 7台          | 不適用 |
| HXD1D - 0176 ～ HXD1D - 0185       | 武局南段（武汉局集团武昌南机务段）       | 10台         | 不適用 |
| HXD1D - 0186 ～ HXD1D - 0237       | 南局南段（南昌局集团南昌机务段）         | 52台         | 0186、0187、0189、0190、0233現屬南局鷹段                                                                                     |
| HXD1D - 0238 ～ HXD1D - 0257       | 广铁广段（广州局集团广州机务段）         | 20台         | 不適用 |
| HXD1D - 0258 ～ HXD1D - 0270       | 武局南段（武汉局集团武昌南机务段）       | 13台         | 不適用 |
| HXD1D - 0271 ～ HXD1D - 0275       | 乌局乌段（乌鲁木齐局集团乌鲁木齐机务段） | 5台          | 不適用 |
| HXD1D - 0276 ～ HXD1D - 0279       | 上局沪段（上海局集团上海机务段）         | 4台          | 不適用 |
| HXD1D - 0280 ～ HXD1D - 0289       | 上局徐段（上海局集团徐州机务段）         | 10台         | 不適用 |
| HXD1D - 0290 ～ HXD1D - 0295       | 南局南段（南昌局集团南昌机务段）         | 6台          | 0292、0293現屬南局鷹段 |
| HXD1D - 0296 ～ HXD1D - 0300       | 广铁广段（广州局集团广州机务段）         | 5台          | 不適用 |
| HXD1D - 0301 ～ HXD1D - 0310       | 武局南段（武汉局集团武昌南机务段）       | 10台         | 不適用 |
| HXD1D - 0311 ～ HXD1D - 0320       | 乌局乌段（乌鲁木齐局集团乌鲁木齐机务段） | 10台         | 不適用 |
| HXD1D高原型 - 0321 ～ HXD1D - 0340 | 青藏宁段（青藏公司西宁机务段）           | 20台         | 0340為「絲路夢享號」豪華列車專用機車，採用「絲路夢享號」豪華列車塗裝                                                         |
| HXD1D - 0341 ～ HXD1D - 0362       | 乌局乌段（乌鲁木齐局集团乌鲁木齐机务段） | 22台         | 不適用 |
| HXD1D - 0363 ～ HXD1D - 0382       | 广铁广段（广州局集团广州机务段）         | 20台         | 不適用 |
| HXD1D - 0383 ～ HXD1D - 0392       | 南局南段（南昌局集团南昌机务段）         | 10台         | 不適用 |
| HXD1D - 0393 ～ HXD1D - 0405       | 上局沪段（上海局集团上海机务段）         | 13台         | 不適用 |
| HXD1D - 0406 ～ HXD1D - 0415       | 兰局兰段（兰州局集团兰州西机务段）       | 10台         | 不適用 |
| HXD1D - 0416 ～ HXD1D - 0430       | 广铁長段（广州局集团長沙机务段）         | 15台         | 由廣鐵廣段支配 |
| HXD1D - 0431 ～ HXD1D - 0440       | 南局南段（南昌局集团南昌机务段）         | 10台         | 不適用 |
| HXD1D - 0441 ～ HXD1D - 0445       | 南局南段（南昌局集团南昌机务段）         | 5台          | 不適用 |
| HXD1D - 0446 ～ HXD1D - 0450       | 乌局乌段（乌鲁木齐局集团乌鲁木齐机务段） | 5台          | 不適用 |
| HXD1D - 0451 ～ HXD1D - 0460       | 武局南段（武汉局集团武昌南机务段）       | 10台         | 不適用 |
| HXD1D - 0461 ～ HXD1D - 0470       | 广铁广段（广州局集团广州机务段）         | 10台         | 不適用 |
| HXD1D - 0471 ～ HXD1D - 0478       | 兰局兰段（兰州局集团兰州西机务段）       | 8台          | 不適用 |
| HXD1D - 0479 ～ HXD1D - 0483       | 上局沪段（上海局集团上海机务段）         | 5台          | 不適用 |
| HXD1D - 0484 ～ HXD1D - 0488       | 上局杭段（上海局集团杭州机务段）         | 5台          | 不適用 |
| HXD1D - 0489 ～ HXD1D - 0490       | 上局杭段（上海局集团杭州机务段）         | 2台          | 不適用 |
| HXD1D - 0491 ～ HXD1D - 0510       | 郑局郑段（郑州局集团郑州机务段）         | 20台         | 不適用 |
| HXD1D - 0511 ～ HXD1D - 0512       | 上局徐段（上海局集团徐州机务段）         | 2台          | 不適用 |
| HXD1D - 0513 ～ HXD1D - 0515       | 上局沪段（上海局集团上海机务段）         | 3台          | 不適用 |
| HXD1D - 0516 ～ HXD1D - 0520       | 南局南段（南昌局集团南昌机务段）         | 5台          | 不適用 |
| HXD1D - 0521 ～ HXD1D - 0534       | 广铁广段（广州局集团广州机务段）         | 14台         | 不適用 |
| HXD1D - 0535 ～ HXD1D - 0544       | 南局南段（南昌局集团南昌机务段）         | 10台         | 不適用 |
| HXD1D - 0545 ～ HXD1D - 0551       | 上局沪段（上海局集团上海机务段）         | 7台          | 不適用 |
| HXD1D - 0552 ～ HXD1D - 0554       | 上局杭段（上海局集团杭州机务段）         | 3台          | 不適用 |
| HXD1D - 0555 ～ HXD1D - 0559       | 郑局郑段（郑州局集团郑州机务段）         | 5台          | 不適用 |
| HXD1D - 0560 ～ HXD1D - 0564       | 乌局乌段（乌鲁木齐局集团乌鲁木齐机务段） | 5台          | 不適用 |
| HXD1D - 0565 ～ HXD1D - 0570       | 广铁广段（广州局集团广州机务段）         | 6台          | 不適用 |
| HXD1D - 0571 ～ HXD1D - 0585       | 南局南段（南昌局集团南昌机务段）         | 15台         | 不適用 |
| HXD1D - 0586 ～ HXD1D - 0595       | 上局杭段（上海局集团杭州机务段）         | 10台         | 不適用 |
| HXD1D - 0596 ～ HXD1D - 0613       | 兰局兰段（兰州局集团兰州西机务段）       | 18台         | 不適用 |
| HXD1D - 0614 ～ HXD1D - 0623       | 广铁广段（广州局集团广州机务段）         | 10台         | 0614-0616於海南西環高鐵使用                                                                                                  |
| HXD1D - 0624 ～ HXD1D - 0633       | 上局沪段（上海局集团上海机务段）         | 10台         | 不適用 |
| HXD1D - 0634 ～ HXD1D - 0636       | 乌局乌段（乌鲁木齐局集团乌鲁木齐机务段） | 3台          | 不適用 |
| HXD1D - 0637 ～ HXD1D - 0644       | 郑局郑段（郑州局集团郑州机务段）         | 8台          | 不適用 |
| HXD1D - 0645 ～ HXD1D - 0660       | 郑局郑段（郑州局集团郑州机务段）         | 15台         | 不適用 |
| HXD1D - 0661 ～ HXD1D - 0668       | 武局南段（武汉局集团武昌南机务段）       | 8台          | 不適用 |
| HXD1D - 0669 ～ HXD1D - 0673       | 乌局乌段（乌鲁木齐局集团乌鲁木齐机务段） | 5台          | 不適用 |
| HXD1D - 0674 ～ HXD1D - 0678       | 郑局郑段（郑州局集团郑州机务段）         | 5台          | 不適用 |
| HXD1D - 0679 ～ HXD1D - 0683       | 上局沪段（上海局集团上海机务段）         | 5台          | 0683現屬上局徐段 |
| HXD1D - 0684                       | 上局徐段（上海局集团徐州机务段）         | 1台          | 不適用 |
| HXD1D高原型 - 0685 ～ HXD1D - 0689 | 青藏格段（青藏公司格爾木机务段）         | 5台          | 拉林鐵路普速客車之車次專用機車                                                                                               |
| HXD1D - 1898“周恩来号”             | 上局沪段（上海局集团上海机务段）         | 1台          | 不適用 |
| HXD1D - 0522（教學用車）           | 廣州鐵職院（廣州鐵路職業技術學院）       | 1台          | 教學用車，規格與廣鐵廣段HXD1D - 0522相同                                                                                     |
| HXD1D - J0001 ～ HXD1D - J0003     | 青藏拉段（青藏集团拉薩動車運用所）       | 3台          | CR200JS-G拉林鐵路、拉日鐵路專用內電雙源動力集中型專用電力動力車， 編組運行時僅編入一端，另一端為12軸重聯型式FXN3-J內燃機車。 |
| HXD1D - J1001 ～ HXD1D - J1009     | 昆局昆段（昆明局集团昆明動車運用所）     | 9台          | CR200J1-D純電動力集中型專用電力動力車， 編組運行時僅編入一端。                                                               |
| HXD1D - J1010 ～ HXD1D - J1013     | 青藏格段（青藏集团格爾木動車運用所）     | 4台          | CR200J1-D純電動力集中型專用電力動力車， 編組運行時僅編入一端。                                                               |
| HXD1D - J1014 ～ HXD1D - J1019     | 成局成段（成都局集团成都動車運用所）     | 6台          | CR200J1-D純電動力集中型專用電力動力車， 編組運行時僅編入一端。                                                               |
| HXD1D - J1020 ～ HXD1D - J1027     | 昆局昆段（昆明局集团昆明動車運用所）     | 8台          | CR200J1-D純電動力集中型專用電力動力車， 編組運行時僅編入一端。                                                               |

## 機車命名
所有已命名機車均掛上一個紅底金邊（由長方形底板加上圖案圓板）的牌號，而配屬局牌號則改用中易黑體（而非以往韶山系列電力機車的仿宋體）。

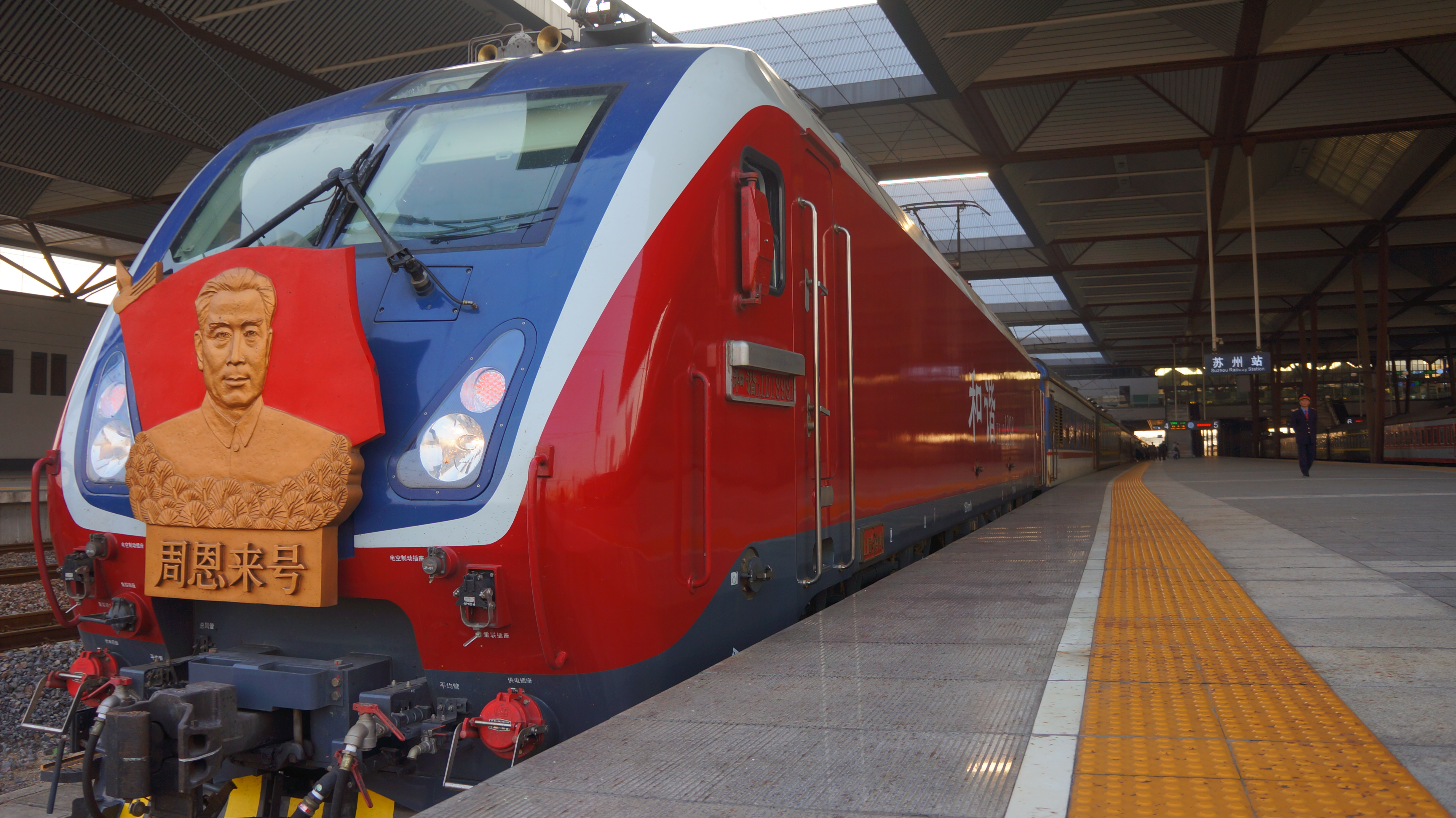
配属上局沪段的HXD1D-1898号机车（周恩来号）

- 编号为HXD1D-1898的机车已交付上海铁路局上海机务段使用，并命名为“周恩來号”，取代原有的「周恩來号」DF11-1898，是唯一有命名的本型机车。

## 衍生型

### 和諧1D型高原雙源暨純電高原动力集中动车组電力动力车
和諧1D型高原內電雙源暨純電高原动力集中动车组電力动力车（雙源高原型车号为HXD1D-J0xxx、純電高原型车号为HXD1D-J1xxx）是基于和諧1D型电力机车平台研制的用于CR200JS-G型高原雙源动力集中式动车组的電力动力车，单机功率7200KW，構造與复兴1型电力机车同結構。此型号的动力车仅可供CR200JS-G型以及CR200J1-D型动车组编组使用，CR200JS-G型編組運行時僅單端運行，另一端配為12軸复兴3型內燃機車雙節重聯形式運轉，而CR200J1-D型編組運行時僅單端運行，另一端則為KZ 28xxxx型駕駛控制拖車（一等/商務座車）形式運轉。
- 車號範圍
  - 雙源高原型（CR200JS-G-2901～2903，12節編組-3M9T）：HXD1D-J0001～HXD1D-J0003（另一端分別為重聯FXN3-J0001～FXN3-J0003內燃機車）
  - 純電高原型（CR200J1-D-2801～2827，9節編組-1M8T）：HXD1D-J1001～HXD1D-J1027

## 事故
- 2017年4月15日13时56分，兰州铁路局兰州西机务段HXD1D型0102号机车（乌鲁木齐铁路局乘务员值乘）牵引K680次伊宁至西安旅客列车经由兰新铁路运行至嘉峪关站1道，开车时与3道转线的工务轨道车（车号：16705）发生侧面冲突，未脱线。机车仅受到右前方侧面轻微刮蹭，于稍后14时51分牵引K680次旅客列车继续行车。
- 2020年3月30日中午11时40分，广州局集团广州机务段HXD1D型0566号机车，牵引T179次济南至广州旅客列车经由京广铁路马田墟站至栖凤渡站下行区间撞上塌方体，导致机车脱线，机后第一节发电车起火，第二至六节车厢脱线倾覆。事故造成1人死亡、4人重伤、123人轻伤，机车事故后被修复。
- 2025年7月2日20时28分许，由金温公司DF4B型9494号机车牵引的45821次货物列车在金华市东孝乡境内沪昆线东孝站因停车不及，侵入下行正线，与上海铁路局上海机务段HXD1D型0155号机车牵引的正在通过的K1373次旅客列车机车发生侧面冲突，致客车机车前台车脱线，无人员伤亡，沪昆铁路下行中断3小时。